# Jana Fett
| jaar | rang enkelspel | rang dubbelspel |
| ---- | -------------- | --------------- |
| 2013 | 1044           | 1051            |
| 2014 | 548            | 760             |
| 2015 | 231            | 451             |
| 2016 | 196            | 644             |
| 2017 | 98             | 469             |
| 2018 | 206            | 471             |
| 2019 | 264            | 455             |
| 2020 | 209            | 478             |
| 2021 | 231            | 560             |
| 2022 | 271            | 850             |

Jana Fett (Zagreb, 2 november 1996) is een tennisspeelster uit Kroatië. Haar favoriete ondergrond is hardcourt. Fett speelt rechtshandig en heeft een tweehandige backhand. Zij is actief in het internationale tennis sinds 2013.

## Loopbaan

### Junioren
In 2014 bereikte Fett de finale van het meisjesenkelspel op het Australian Open – zij verloor van Russin Jelizaveta Koelitsjkova.

### Enkelspel
Fett debuteerde in 2013 op het ITF-toernooi van Antalya (Turkije). Zij stond in 2014 voor het eerst in een finale, op het ITF-toernooi van Ostrava (Tsjechië) – hier veroverde zij haar eerste titel, door de Tsjechische Lenka Kunčíková te verslaan. Tot op heden(november 2023) won zij zeven ITF-titels, de meest recente in 2023 in Vigo (Spanje).
In 2017 kwalificeerde Fett zich voor het eerst voor een WTA-hoofdtoernooi, op het toernooi van Hobart. Zij bereikte er de halve finale, waarin zij verloor van de Belgische Elise Mertens. Doordat Fett in Hobart verder kwam dan verwacht, miste zij haar toegang tot de kwalificaties voor het Australian Open. Op het WTA-toernooi van Japan 2017 bereikte zij nogmaals de halve finale, waarin zij werd geklopt door de Japanse Miyu Kato.
In 2018 had Fett haar grandslamdebuut op het Australian Open – zij bereikte er de tweede ronde.
Zij stond in 2023 voor het eerst in een WTA-finale, op het WTA 125-toernooi van Midland – zij verloor van Anna Kalinskaja.
Haar hoogste notering op de WTA-ranglijst is de 99e plaats, die zij bereikte in september 2017.

### Dubbelspel
Fett is in het dubbelspel minder actief dan in het enkelspel. Zij debuteerde in 2013 op het ITF-toernooi van Antalya (Turkije), samen met de Oekraïense Yevgeniya Kryvoruchko. Zij stond in 2013 voor het eerst in een finale, op het ITF-toernooi van Bol (Kroatië), samen met de Kroatisch/Amerikaanse Bernarda Pera – zij verloren van het duo Barbora Krejčíková en Polina Lejkina. In 2014 veroverde Fett haar eerste titel, op het ITF-toernooi van Sharm-el-Sheikh (Egypte), samen met de Oekraïense Oleksandra Korashvili, door het Egyptische duo Ola Abou Zekry en Mayar Sherif te verslaan. Tot op heden(november 2023) won zij vijf ITF-titels, de meest recente in 2019 in Monzón (Spanje).
In 2017 speelde Fett voor het eerst op een WTA-hoofdtoernooi, op het toernooi van Guangzhou, samen met de Australische Lizette Cabrera – zij bereikten er de tweede ronde. Op het WTA-toernooi van Rabat 2018 bereikte zij de halve finale, terug met Cabrera.

### Tennis in teamverband
In de periode 2019–2020 maakte Fett deel uit van het Kroatische Fed Cup-team – zij vergaarde daar een winst/verlies-balans van 2–6.

## Resultaten grandslamtoernooien
| Legenda | Legenda                          |
| ------- | -------------------------------- |
| g.t.    | geen toernooi gehouden           |
| l.c.    | lagere categorie                 |
| –       | niet deelgenomen                 |
| G       | uitgeschakeld in de groepsfase   |
| 1R      | uitgeschakeld in de eerste ronde |
| 2R      | uitgeschakeld in de tweede ronde |
| 3R      | uitgeschakeld in de derde ronde  |
| 4R      | uitgeschakeld in de vierde ronde |
| KF      | uitgeschakeld in de kwartfinale  |
| HF      | uitgeschakeld in de halve finale |
| F       | de finale verloren               |
| W       | het toernooi gewonnen            |
| w-v     | winst/verlies-balans             |

### Enkelspel
| toernooi        | 2018 |    | 2022 |
| --------------- | ---- | -- | ---- |
| Australian Open | 2R   | –  |      |
| Roland Garros   | –    | –  |      |
| Wimbledon       | 1R   | 1R |      |
| US Open         | –    | –  |      |

## Palmares
| Legenda                 |
| ----------------------- |
| Grandslamtoernooi       |
| Olympische Spelen       |
| Year-End Championships  |
| Premier Mandatory       |
| Premier Five / WTA 1000 |
| Premier / WTA 500       |
| International / WTA 250 |
| Challenger / WTA 125    |

### WTA-finaleplaatsen enkelspel
| nr.              | finale     | toernooi    | ondergrond    | tegenstandster  | score    |         |
| ---------------- | ---------- | ----------- | ------------- | --------------- | -------- | ------- |
| gewonnen finales |            |             |               |                 |          |         |
| geen             |            |             |               |                 |          |         |
| verloren finales |            |             |               |                 |          |         |
| 1.               | 2023-11-05 | WTA Midland | hardcourt (i) | Anna Kalinskaja | 5-7, 4-6 | details |